# Sarchí (tổng)
Sảchí, tên cũ Valverde Vega là một tổng trong tỉnh Alajuela, Costa Rica. Tổng này có diện tích 120,25 km², dân số năm 2008 là 18407 người..